# Antonello Ricci
Antonello Ricci (Vasto, 12 aprile 1992) è un cestista italiano.

## Carriera
Dal 2010 al 2012 milita nel Teramo Basket in Serie A. Nel settembre 2012 firma ufficialmente con il Nelson Somma, e viene girato in prestito al Napoli Basketball; dopo l'esclusione di quest'ultima dalla Legadue 2012-2013, il 7 novembre si trasferisce (sempre in prestito) alla Viola Reggio Calabria. Il 7 dicembre passa a Roseto.
Nella stagione 2020-21 approda alla Polisportiva Libertas Livorno.